# Iglesia Congregacional de North Woodward
La Iglesia Episcopal Metodista Cristiana de San Juan es una iglesia ubicada en Detroit, la ciudad más grande del estado de Míchigan (Estados Unidos). Fue construida como la Iglesia Congregacional North Woodward, incluida en el Registro Nacional de Lugares Históricos en 1982, y designada como Sitio Histórico del Estado de Míchigan en 1998. 

## Historia
La Iglesia Congregacional North Woodward se construyó en etapas, con una pequeña capilla, diseñada por la firma de Malcomson y Higginbotham, en el sitio de la iglesia actual construida ya en 1907. La construcción del santuario principal comenzó en 1911 y se completó en 1912. Se agregaron secciones, y la más reciente, la casa de la iglesia, se agregó en 1929. Para la década de 1950, la congregación se había mudado sustancialmente de Detroit y el edificio se vendió a la congregación de la Iglesia Episcopal Metodista Cristiana de St. John. Esta congregación había sido organizada el 8 de julio de 1917 como Iglesia Episcopal Metodista de Color de San Juan. Un marcador histórico del estado de Míchigan conmemora esta iglesia. El nombre denominacional oficial se cambió de "de color" a "cristiano" en 1954. La Iglesia Episcopal Metodista Cristiana de St. John fue la primera iglesia CME establecida en el estado de Míchigan y, a partir de 2009, sigue siendo la congregación metodista cristiana más grande y reconocida del estado. El reverendo Joseph B. Gordon, un nativo, fue nombrado pastor en 2008. En agosto de 2014, el reverendo Claude Bass se convirtió en el pastor de la iglesia. En agosto de 2018, el reverendo Richard Doss se convirtió en el pastor de la iglesia.

## Edificio
El arquitecto contratado por los congregacionalistas fue Hugh Clement. Diseñó una iglesia gótica de ladrillo rojo con adornos de piedra caliza, con influencias de Prairie y Arts & Crafts. El edificio es más bajo que muchas iglesias góticas, ya que carece de campanario o linterna. El sitio histórico también incluye nueve casas adosadas asociadas a lo largo de Gladstone Avenue.